# 150081 Steindl
150081 Steindl è un asteroide della fascia principale. Scoperto nel 2006, presenta un'orbita caratterizzata da un semiasse maggiore pari a 2,3739343 au e da un'eccentricità di 0,1800070, inclinata di 3,84949° rispetto all'eclittica.